# Курянка
Курянка (пол. Kurianka) — село в Польщі, у гміні Ліпськ Августівського повіту Підляського воєводства.
Населення — 283 особи (2011).
У 1975-1998 роках село належало до Сувальського воєводства.

## Демографія
Демографічна структура станом на 31 березня 2011 року:
|          | Загалом | Допрацездатний вік | Працездатний вік | Постпрацездатний вік |
| -------- | ------- | ------------------ | ---------------- | -------------------- |
| Чоловіки | 145     | 36                 | 86               | 23                   |
| Жінки    | 138     | 31                 | 67               | 40                   |
| Разом    | 283     | 67                 | 153              | 63                   |